# Матусадона (національний парк)
Національний парк Матусадона — національний парк на півночі Зімбабве, розташований на південному березі озера Каріба (великого водосховища на річці Замбезі). Свою назву парк отримав від місцевих пагорбів Матузвіадонха.

## Історія
Матусадона була оголошена немисливською територією 7 листопада 1958 року, перш ніж у 1963 році була оголошена мисливським заповідником, а потім у 1975 році вона стала національним парком відповідно до Закону про парки та дику природу Родезії. Національний парк Матусадона охоплює 1 400 км2 плоских рівнин і скелястих гір, що захищають різноманітну флору і фауну. Його територія охоплює поєднання незайманої дикої природи, яка до того, як була побудована гребля Каріба та створено озеро Каріба, була дуже важкодоступною. Утворення озера спричинило глибокі екологічні зміни. Зокрема, наявність пасовищ на березі озера сприяла збільшенню популяцій великих ссавців у парку, особливо слонів і капських буйволів. Вид трави, що росте на береговій лінії, — Panicum repens, росте до тих пір, поки рівень озера коливається, доставляючи поживні речовини на берег. Це джерело випасу дозволило процвітати популяціям великих тварин, що пасуться, таких як капський буйвол, водяний козел, зебра звичайна та імпала, сприяючи зростанню чисельності пов'язаних з ними хижаків. Національний парк Матусадона є зоною інтенсивного захисту (IPZ), де проживає кілька переселених носорогів.

## Екологія та менеджмент
Національний парк Матусадона складається з трьох різних екологічних зон. Перше — це озеро Каріба та його прибережні луки, друге — це дно долини Замбезі з його густим лісом; по-третє, територія Ескарпу лісів з дерев Джульбернардії та Брахістегії. У лісах небагато трави, але тут живуть чорні носороги. По всьому парку можна зустріти слонів, які шукають тіні під пологом Джессі під час спеки.
В межах лише 450 км2 на території було +100 левів, які харчувалися капськими буйволами. Буйволи почали зникати після втрати життєво важливих пасовищ через підвищення рівня озера Каріба, на якому розташований парк. Це, своєю чергою, спричинило занепад левів. До 2004 року дослідження показало, що в цьому районі залишилося лише 28 левів, але жодних досліджень щодо їх життєздатності та будь-яких інших загроз, з якими може стикатися популяція, не було. Населення левів все ще залишається низькою і, отже, сприйнятливе до різноманітних впливів навколишнього середовища та діяльності людини. Інші місцеві ссавці включають леопарда, бородавочника, великого куду та бушбака.

### Африканські парки
У листопаді 2019 року управління національним парком Матусадона взяли на себе Африканські парки у партнерстві з Управлінням парків і дикої природи Зімбабве через погіршення стану парку через неконтрольоване браконьєрство.

## Зручності
Наступні кемпінги розташовані в національному парку Матусадона: табір Ташинга, табір Саньяті та табір Чангачірере, а також табори у Єндже та Канджедза для максимум 10 осібі. Є також так звані ексклюзивні кемпінги в Уме, Муую, Мбалабала, Маронга та Кауціга.